# Rongxing Shuiku
Rongxing Shuiku är en reservoar i Kina. Den ligger i provinsen Liaoning, i den nordöstra delen av landet, omkring 160 kilometer sydväst om provinshuvudstaden Shenyang. Rongxing Shuiku ligger 1 meter över havet. Arean är 7,6 kvadratkilometer. Trakten runt Rongxing Shuiku består i huvudsak av gräsmarker. Den sträcker sig 2,9 kilometer i nord-sydlig riktning, och 4,0 kilometer i öst-västlig riktning.
Genomsnittlig årsnederbörd är 870 millimeter. Den regnigaste månaden är juli, med i genomsnitt 212 mm nederbörd, och den torraste är januari, med 8 mm nederbörd.